# أل مكينتوش
أل مكينتوش (بالإنجليزية: Al McIntosh)‏ هو محرر وصحفي أمريكي، ولد في 7 أكتوبر 1905، وتوفي في 23 يوليو 1979.